# Chavanoz
Pour commune de la Haute-Savoie, voir Chavanod.
Chavanoz [ʃavanoz] est une commune française située dans le département de l'Isère, en région Auvergne-Rhône-Alpes.
Autrefois paroisse de la province royale du Dauphiné, la commune est au XXIe siècle adhérente à la communauté de communes Lyon-Saint-Exupéry en Dauphiné. Elle est une ville de la banlieue de l'unité urbaine de Charvieu-Chavagneux, positionnée dans l'est de l'aire d'attraction de Lyon.
Ses habitants sont appelés les Chavanoziens.

## Géographie

### Situation et description
Située au nord d'une petite unité urbaine qui porte son nom, la commune de Charvieu-Chavagneux est située dans le quart nord-ouest du département de l'Isère, non loin des limites orientales du département du Rhône et de la métropole de Lyon.
Placée au confluent de la Bourbre et du Rhône, Chavanoz est limitrophe des départements de l'Ain et du Rhône. Elle est distante de 30 km environ de Lyon, 100 km de Grenoble et 15 km de l'aéroport Lyon-Saint-Exupéry.

### Communes limitrophes
| Anthon              | Anthon         | Loyettes (Ain)           |
| Villette d'Anthon   | Chavanoz       | Saint-Romain-de-Jalionas |
| Charvieu-Chavagneux | Pont-de-Chéruy | Tignieu-Jameyzieu        |

### Géologie et relief

Vue panoramique du bourg de Chavanoz avec au loin les cheminées de la centrale nucléaire du Bugey.

D'après une coupe géologique effectuée lors d'un forage d'exploitation pour l'alimentation en eau potable à Chavanoz en 1980, il apparait que le sol est composé, en partant de l'extérieur, de terre végétale avec gravier sur 50 cm, puis d'une couche de galets, graviers et sable sur près de 20 m, puis d'argile et enfin de sable ; le sol de la commune comporte aussi quelques blocs erratiques.
Le quartier du Bourg de Chavanoz est situé sur un plateau de 245 m d'altitude, dominant les plaines alentour.

### Hydrographie

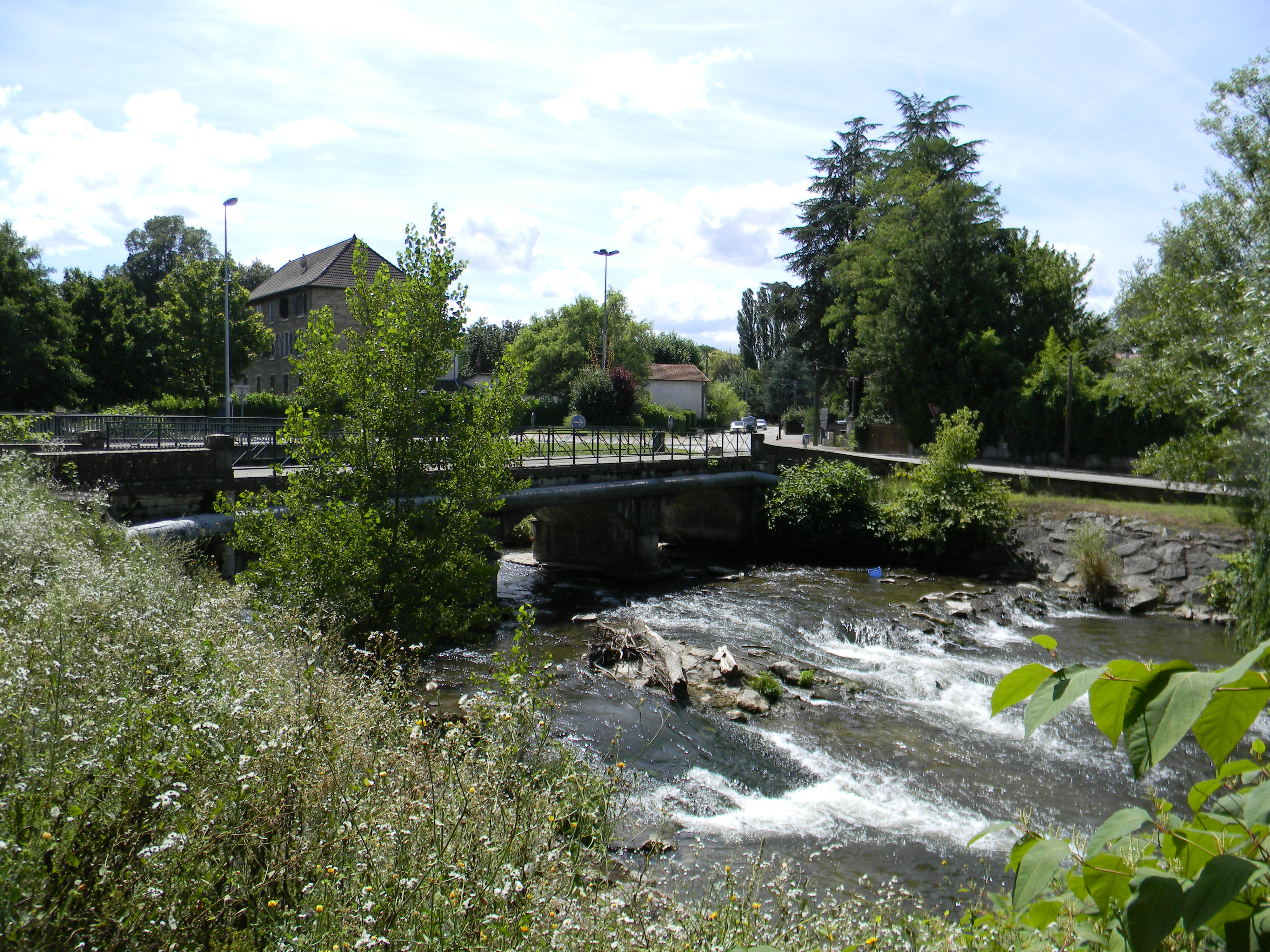
La Bourbre à Chavanoz.

Chavanoz est bordée dans sa partie nord-est par le Rhône. Son territoire est également traversé par la Bourbre, rivière de 72 km prenant source à Burcin, confluant dans la commune avec le Rhône.

### Climat
Pour des articles plus généraux, voir Climat d'Auvergne-Rhône-Alpes et Climat de l'Isère.
En 2010, le climat de la commune est de type climat océanique altéré, selon une étude du Centre national de la recherche scientifique s'appuyant sur une série de données couvrant la période 1971-2000. En 2020, Météo-France publie une typologie des climats de la France métropolitaine dans laquelle la commune est dans une zone de transition entre le climat semi-continental et le climat de montagne et est dans la région climatique Bourgogne, vallée de la Saône, caractérisée par un bon ensoleillement (1 900 h/an), un été chaud (18,5 °C), un air sec au printemps et en été et des vents faibles.
Pour la période 1971-2000, la température annuelle moyenne est de 11,8 °C, avec une amplitude thermique annuelle de 17,8 °C. Le cumul annuel moyen de précipitations est de 960 mm, avec 10,2 jours de précipitations en janvier et 6,9 jours en juillet. Pour la période 1991-2020, la température moyenne annuelle observée sur la station météorologique de Météo-France la plus proche, « Lyon-Saint-Exupery », sur la commune de Colombier-Saugnieu à 9 km à vol d'oiseau, est de 12,8 °C et le cumul annuel moyen de précipitations est de 862,5 mm,. Pour l'avenir, les paramètres climatiques de la commune estimés pour 2050 selon différents scénarios d'émission de gaz à effet de serre sont consultables sur un site dédié publié par Météo-France en novembre 2022.

### Voies de communication
La route départementale 55 (RD55) qui traverse le territoire communale qui permet de relier Crémieu et Saint-Romain-de-Jalionas, pui Jons et Meyzieu.

## Urbanisme

### Typologie
Au 1er janvier 2024, Chavanoz est catégorisée ceinture urbaine, selon la nouvelle grille communale de densité à sept niveaux définie par l'Insee en 2022.
Elle appartient à l'unité urbaine de Charvieu-Chavagneux, une agglomération intra-départementale regroupant quatre  communes, dont elle est une commune de la banlieue,,. Par ailleurs la commune fait partie de l'aire d'attraction de Lyon, dont elle est une commune de la couronne,. Cette aire, qui regroupe 397 communes, est catégorisée dans les aires de 700 000 habitants ou plus (hors Paris),.

### Occupation des sols
L'occupation des sols de la commune, telle qu'elle ressort de la base de données européenne d’occupation biophysique des sols Corine Land Cover (CLC), est marquée par l'importance des territoires agricoles (57,6 % en 2018), en diminution par rapport à 1990 (61,1 %). La répartition détaillée en 2018 est la suivante : 
terres arables (51,5 %), zones urbanisées (22 %), forêts (11,3 %), zones industrielles ou commerciales et réseaux de communication (7 %), zones agricoles hétérogènes (5,3 %), eaux continentales (1,9 %), prairies (0,7 %), mines, décharges et chantiers (0,2 %). L'évolution de l’occupation des sols de la commune et de ses infrastructures peut être observée sur les différentes représentations cartographiques du territoire : la carte de Cassini (XVIIIe siècle), la carte d'état-major (1820-1866) et les cartes ou photos aériennes de l'IGN pour la période actuelle (1950 à aujourd'hui).

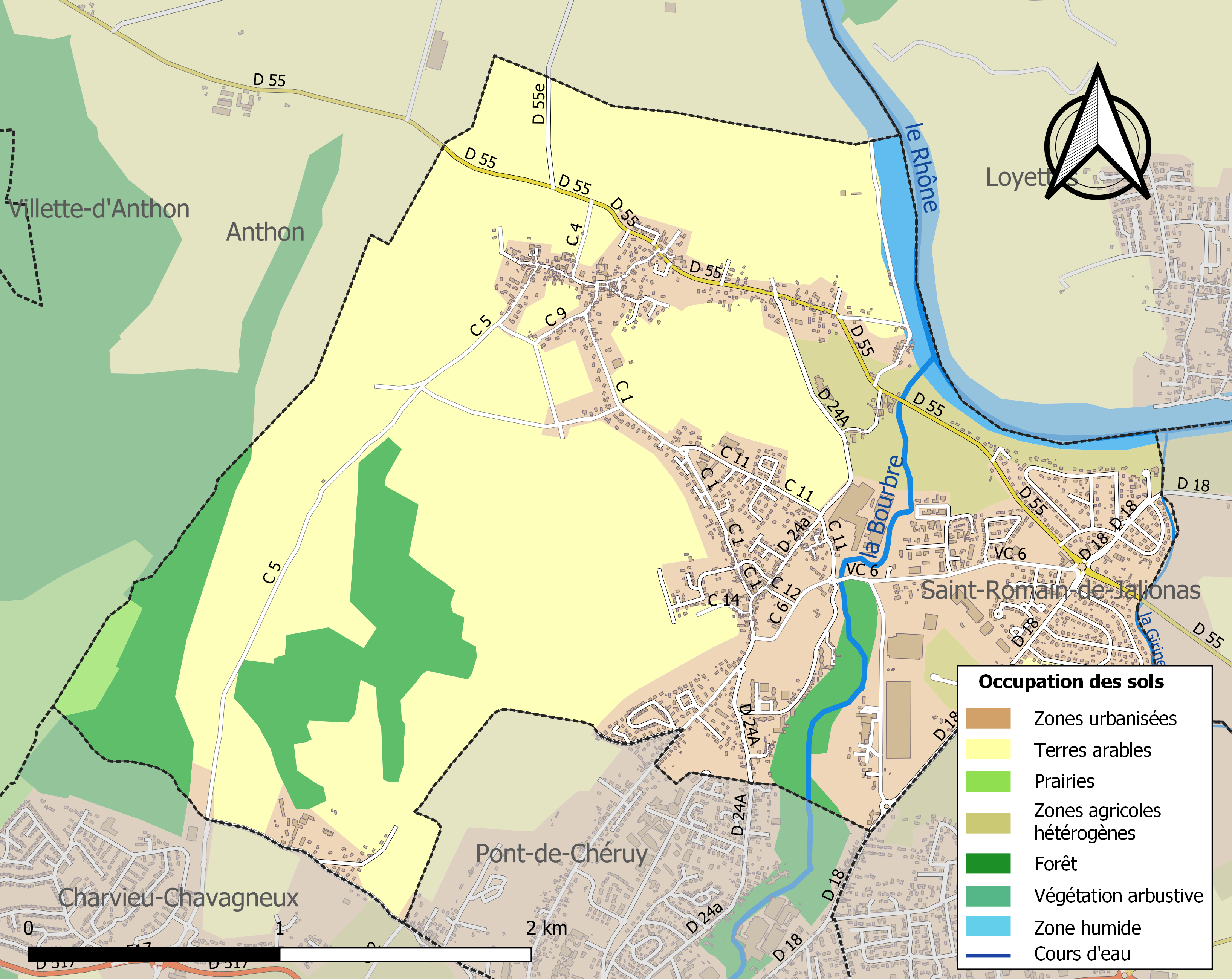
Carte des infrastructures et de l'occupation des sols de la commune en 2018 (CLC).

### Quartiers, hameaux et lieux-dits
Chavanoz est divisée en huit quartiers : Belmont, les Cinq Chemins, Moulin-Villette, les Bruyères, La Plaine, la Balme, le Bouchet etlLe Bourg.
Un quartier prioritaire réunit une partie de Belmont et Moulin-Villette, avec 1 150 habitants en 2018.

### Voies de communications et transports

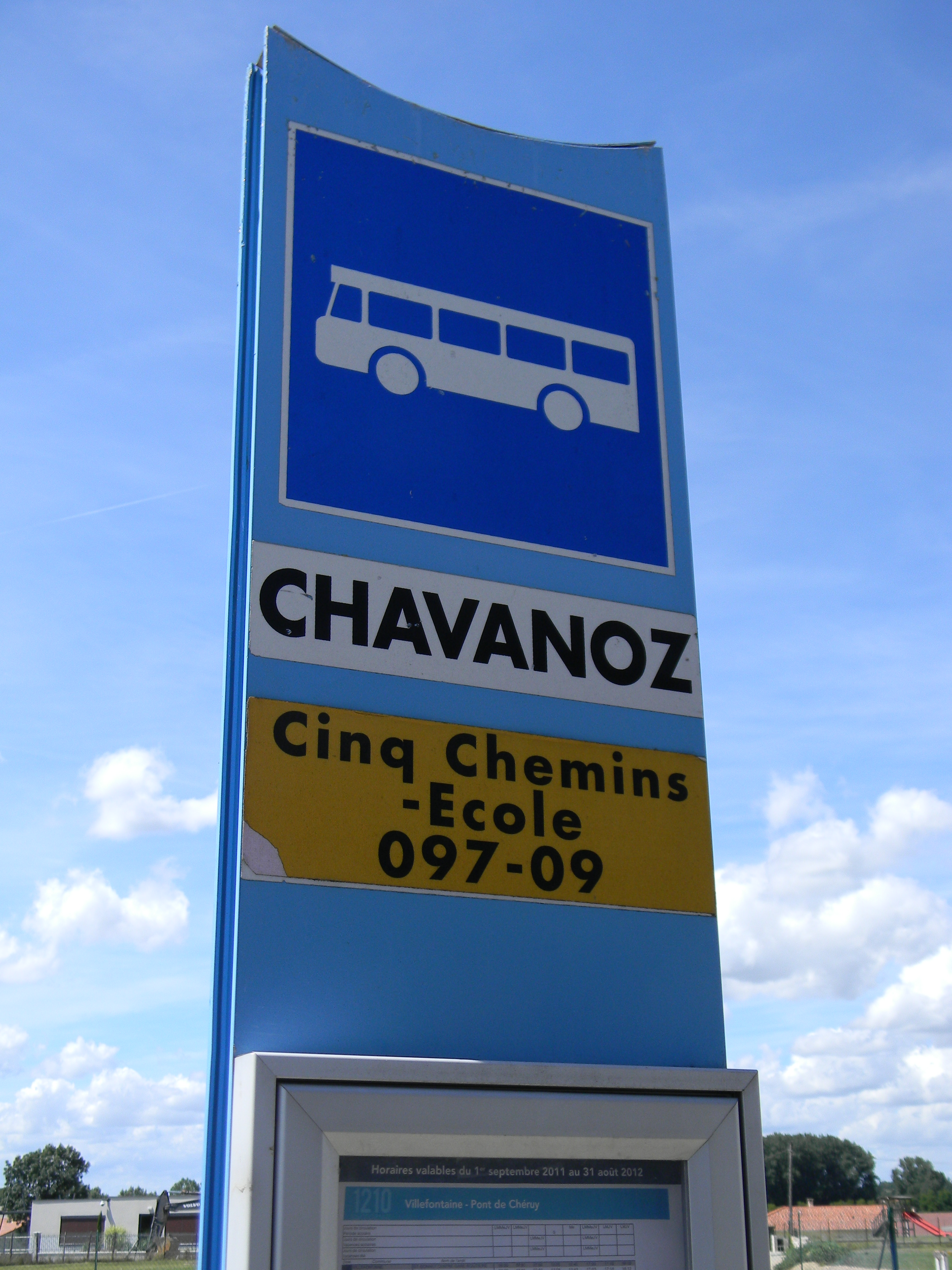
Un arrêt de car du réseau Transisère.

La commune est desservie par onze lignes de bus du réseau Transisère. Elle est également traversée par les routes départementales D 55, D 18 et D 24A.

### Risques naturels et technologiques

#### Risques sismiques
L'ensemble du territoire de la commune de Chavanoz est situé en zone de sismicité n° 3 (sur une échelle de 1 à 5), comme la plupart des communes de son secteur géographique.
| Type de zone | Niveau            | Définitions (bâtiment à risque normal) |
| ------------ | ----------------- | -------------------------------------- |
| Zone 3       | Sismicité modérée | accélération = 1,1 m/s2                |

## Toponymie
À l'origine, le territoire était occupé par les Ligures qui lui donnèrent le nom de Cabanosco, devenu par la suite Chavannosco, Chavanose, Chavanost, Chavano puis finalement Chavanoz, surnom dérivant du latin Cavannos signifiant « hibou, chouette hulotte »,,. Le suffixe osco est un terme ligure définissant un lieu. La première référence à Cavannus trouvée date de 1183 dans une bulle du pape Lucius III.

## Histoire

### Préhistoire
Des fouilles archéologiques effectuées dans le quartier de Belmont ont permis de découvrir des objets du néolithique (des haches de pierre et des flèches de silex) remontant ainsi à l'âge de la pierre. Dans le même quartier ont été trouvés dans un champ des ustensiles de bronze datant de l'âge du bronze ; cela confirme qu'une tribu de Ligures ont habité sur ce territoire.

### Antiquité
Les Gaulois puis les Romains occupèrent les lieux. Ces derniers construisirent un pont en bois sur le Cherruis (actuelle Bourbre), donnant son nom à la commune limitrophe Pont-de-Chéruy. Les invasions barbares suivirent, avec l'installation à Chavanoz d'un peuple Burgonde ; des tombes ont été découvertes au lieu-dit les Contamines. Enfin, les Francs envahirent les terres, initiant l'époque mérovingienne.

### Moyen Âge et Renaissance

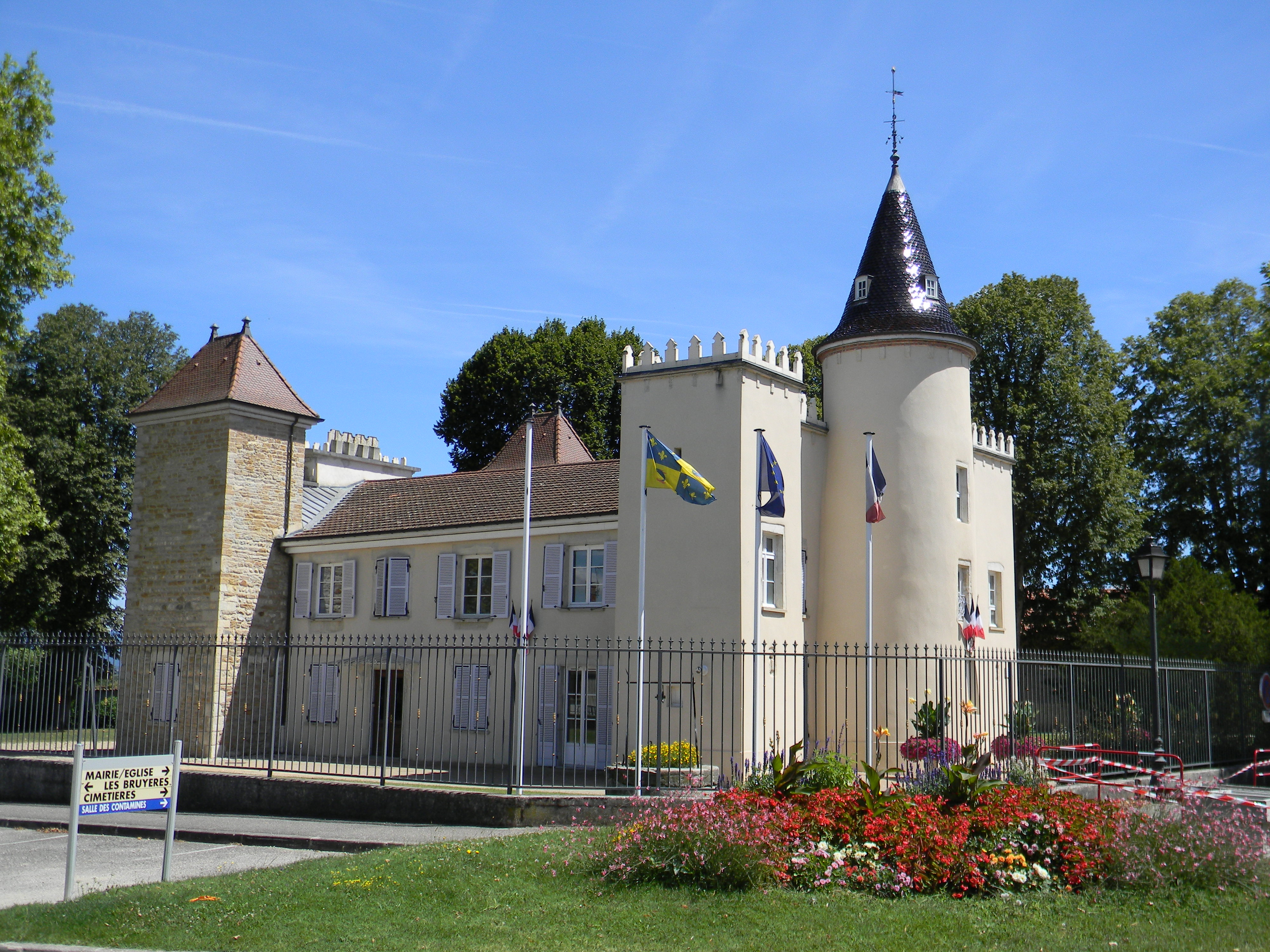
Le château des Panettes et sa tour du XIVe siècle.

Au Moyen Âge, Chavanoz était considéré comme un centre religieux : une pierre gravée datant de 608 a été retrouvée lors de travaux dans l'église Notre-Dame. Au XIe siècle, des moines de l'Île Barbe s'installent à Chavanoz, qui devient propriété des baron de la Tour du Pin en 1228 jusqu'en 1316 où elle appartiendra aux seigneurs d'Anthon jusqu'en 1704 ; c'est pendant cette période que fut construite la tour du château. La bataille d’Anthon du 11 juin 1430 opposant le Dauphiné à la principauté d'Orange a eu lieu sur l'actuel bois des Franchises. Chavanoz demeurera une seigneurie indépendante de 1704 à 1789.

### Époque contemporaine

#### La Révolution française
La première municipalité commence le 13 novembre 1790 ; le premier maire de la commune se nomme Ponsard.

#### De la Révolution à nos jours

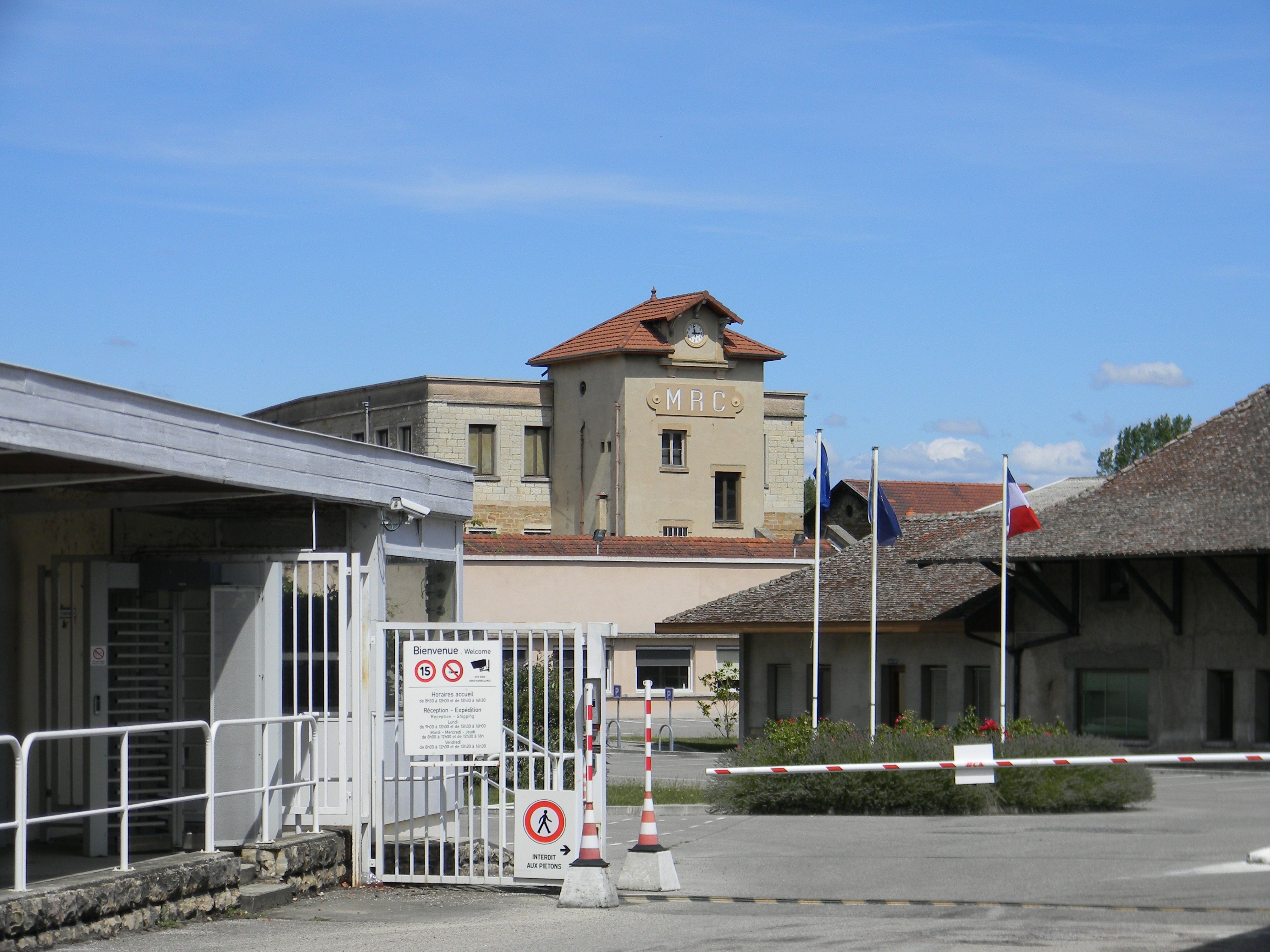
L'ancienne usine MRC.

L'éclairage électrique est adopté en 1911, fourni par un fournisseur pontois, Thermoz. Après la Seconde Guerre mondiale, J-A Mouraret transforme une ancienne marbrerie en blanchisserie pour tenues militaires. Grâce à l'énergie hydraulique fournie par la Bourbre, il fondera l'entreprise Moulinage et Retorderie de Chavanoz (MRC) qui deviendra plus tard Chavanoz S.A.

## Politique et administration

### Liste des maires
| Période                                  | Période  | Identité               | Étiquette | Qualité                    |
| ---------------------------------------- | -------- | ---------------------- | --------- | -------------------------- |
| 1790                                     | 1792     | Ponsard                |           |                            |
| 1792                                     | inconnu  | Henri Thollon          |           |                            |
| Les données manquantes sont à compléter. |          |                        |           |                            |
| 1801                                     | inconnu  | Antoine Boissat        |           |                            |
| Les données manquantes sont à compléter. |          |                        |           |                            |
| 1816                                     | 1819     | Joseph Ponsard         |           |                            |
| 1819                                     | ?        | CL Morand              |           |                            |
| Les données manquantes sont à compléter. |          |                        |           |                            |
| ?                                        | 1933     |                        |           |                            |
| 1929                                     | 1944     | Joseph Alfred Mouraret |           |                            |
| 1944                                     | 1977     | Pierre Frolet          |           |                            |
| 1977                                     | 1995     | Jean Monin             | UDF-CDS   |                            |
| ?                                        | 2008     | Bruno Pelletier        | DVD       |                            |
| mars 2008                                | En cours | Roger Davrieux         | DVD       | Retraité de l'enseignement |

### Services communaux
La commune est dotée d'une police municipale, d'une poste et d'un service technique municipal.

### Politique environnementale

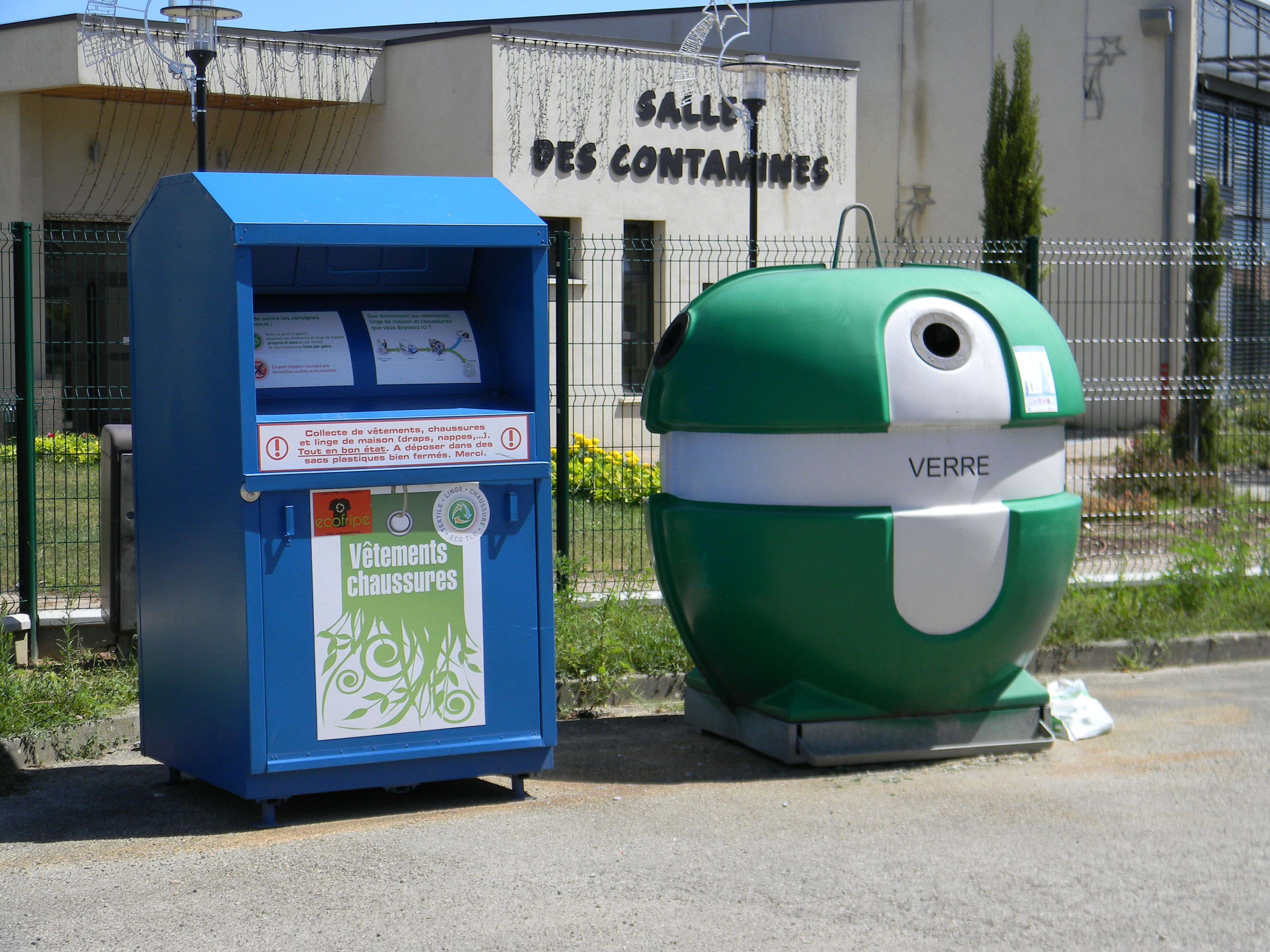
Des containers de tri à Chavanoz.

Le syndicat intercommunal à vocations multiples de l'agglomération de Pont-de-Chéruy indique dans son rapport de 2010 que douze points de collecte du verre sont implantés dans Chavanoz.

### Jumelages
Au 7 août 2012, la commune de Chavanoz n'est jumelée avec aucune autre commune.

## Population et société

### Démographie
L'évolution du nombre d'habitants est connue à travers les recensements de la population effectués dans la commune depuis 1793. Pour les communes de moins de 10 000 habitants, une enquête de recensement portant sur toute la population est réalisée tous les cinq ans, les populations de référence des années intermédiaires étant quant à elles estimées par interpolation ou extrapolation. Pour la commune, le premier recensement exhaustif entrant dans le cadre du nouveau dispositif a été réalisé en 2005.

En 2022, la commune comptait 5 090 habitants, en évolution de +10,46 % par rapport à 2016 (Isère : +3,07 %, France hors Mayotte : +2,11 %).
| 1793 | 1800 | 1806 | 1821 | 1831 | 1836  | 1841  | 1846  | 1851  |
| ---- | ---- | ---- | ---- | ---- | ----- | ----- | ----- | ----- |
| 443  | 474  | 447  | 673  | 871  | 1 113 | 1 212 | 1 099 | 1 139 |

| 1856  | 1861  | 1866  | 1872 | 1876 | 1881 | 1886 | 1891 | 1896 |
| ----- | ----- | ----- | ---- | ---- | ---- | ---- | ---- | ---- |
| 1 245 | 1 234 | 1 222 | 900  | 850  | 906  | 932  | 914  | 927  |

| 1901 | 1906 | 1911 | 1921 | 1926  | 1931  | 1936  | 1946  | 1954  |
| ---- | ---- | ---- | ---- | ----- | ----- | ----- | ----- | ----- |
| 930  | 880  | 919  | 902  | 1 047 | 1 020 | 1 009 | 1 047 | 1 166 |

| 1962  | 1968  | 1975  | 1982  | 1990  | 1999  | 2005  | 2006  | 2010  |
| ----- | ----- | ----- | ----- | ----- | ----- | ----- | ----- | ----- |
| 1 382 | 1 935 | 2 350 | 3 834 | 3 900 | 3 954 | 4 068 | 4 098 | 4 288 |

| 2015  | 2020  | 2022  | - | - | - | - | - | - |
| ----- | ----- | ----- | - | - | - | - | - | - |
| 4 568 | 4 961 | 5 090 | - | - | - | - | - | - |

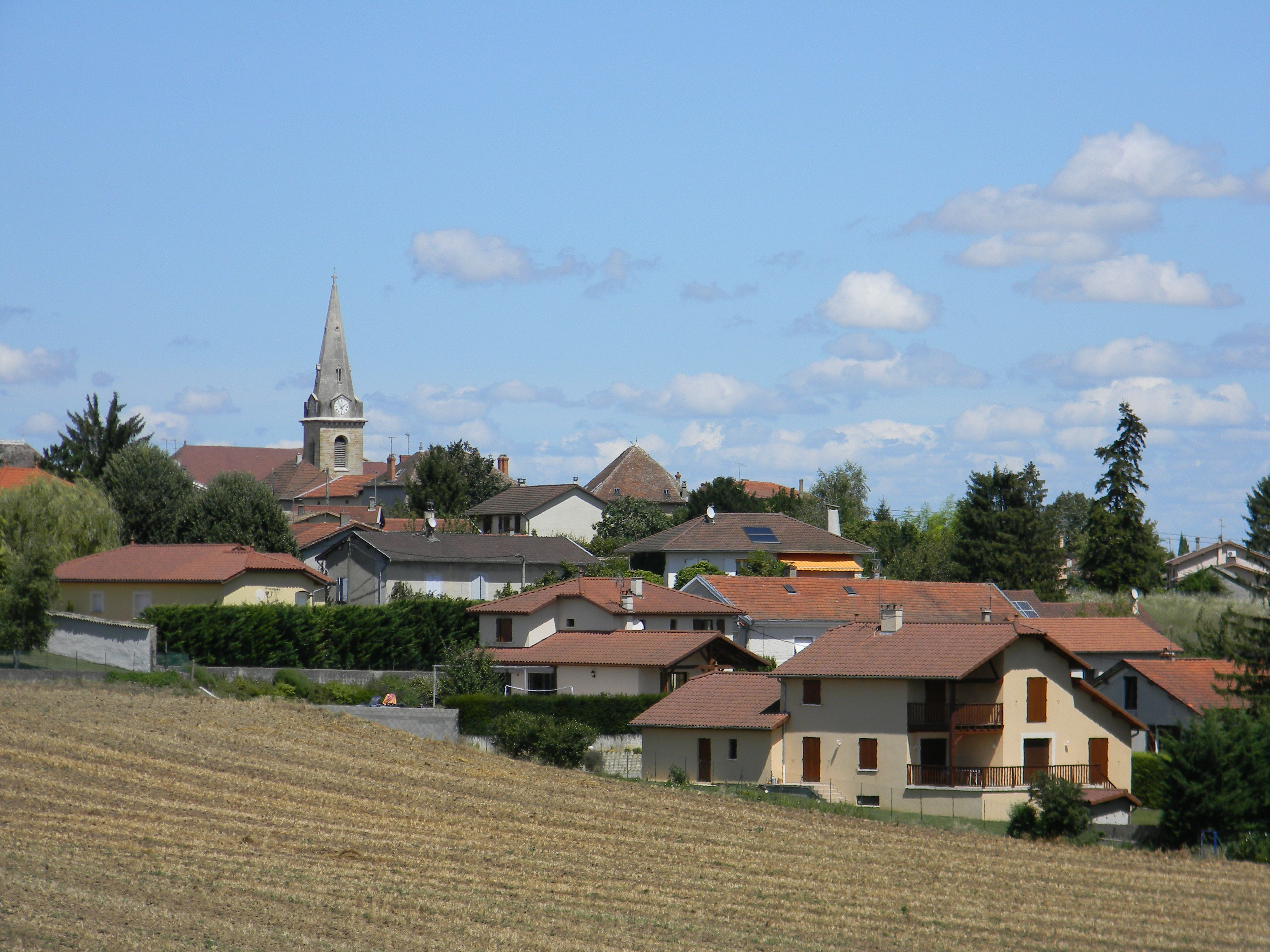
Le bourg de Chavanoz.

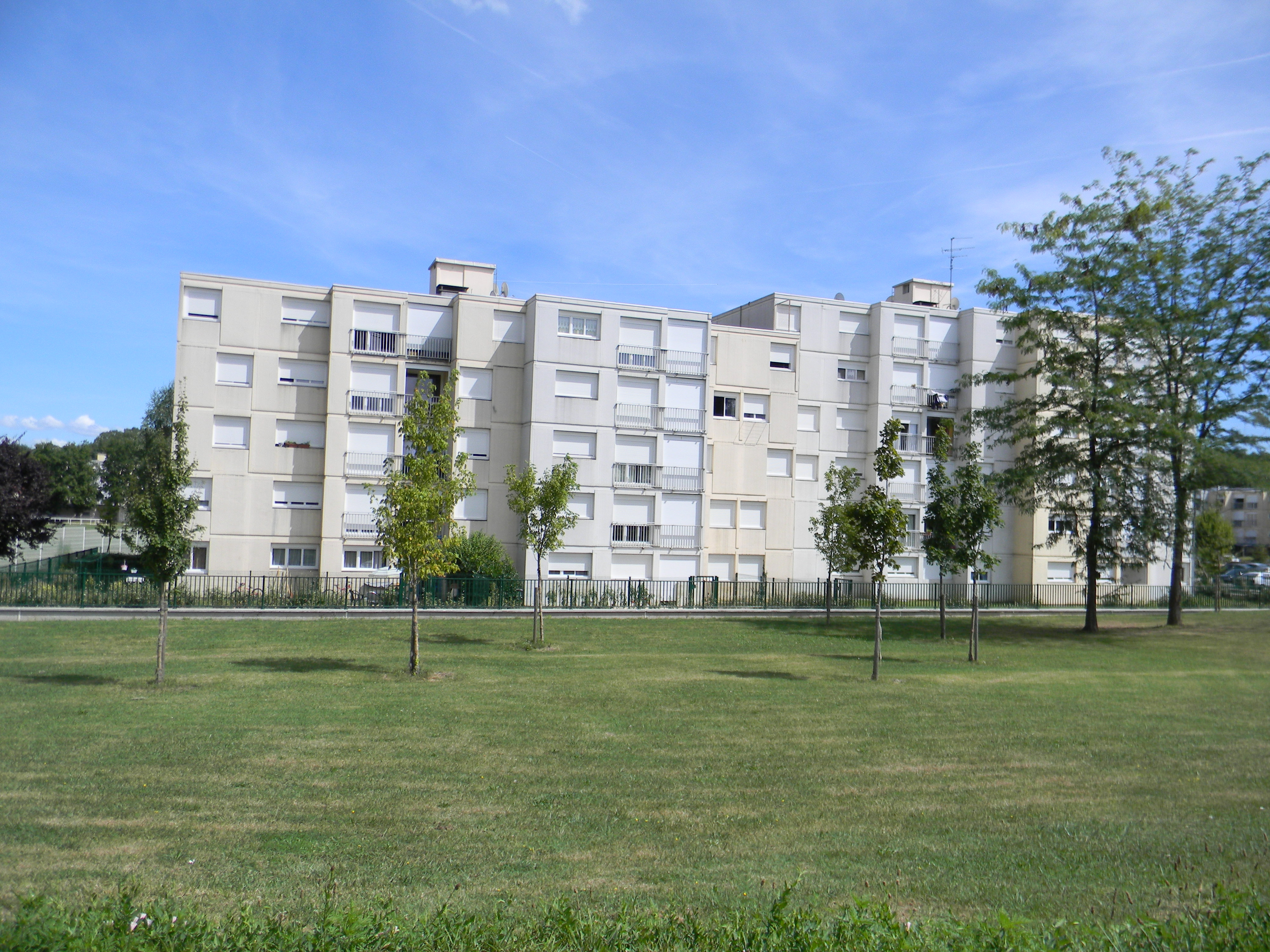
Des HLM dans le quartier Moulin-Villette.

NB : la chute de la population entre 1866 et 1872 est due à la création de la commune de Pont-de-Chéruy en 1867-68.

### Enseignement
La commune de Chavanoz, qui est rattachée à l'académie de Grenoble, gère trois groupes scolaires (écoles maternelle et primaire) : Saint-Exupéry - Le Petit Prince, Les Cinq Chemins et Commandant-Cousteau - La Calypso.

### Équipement culturel

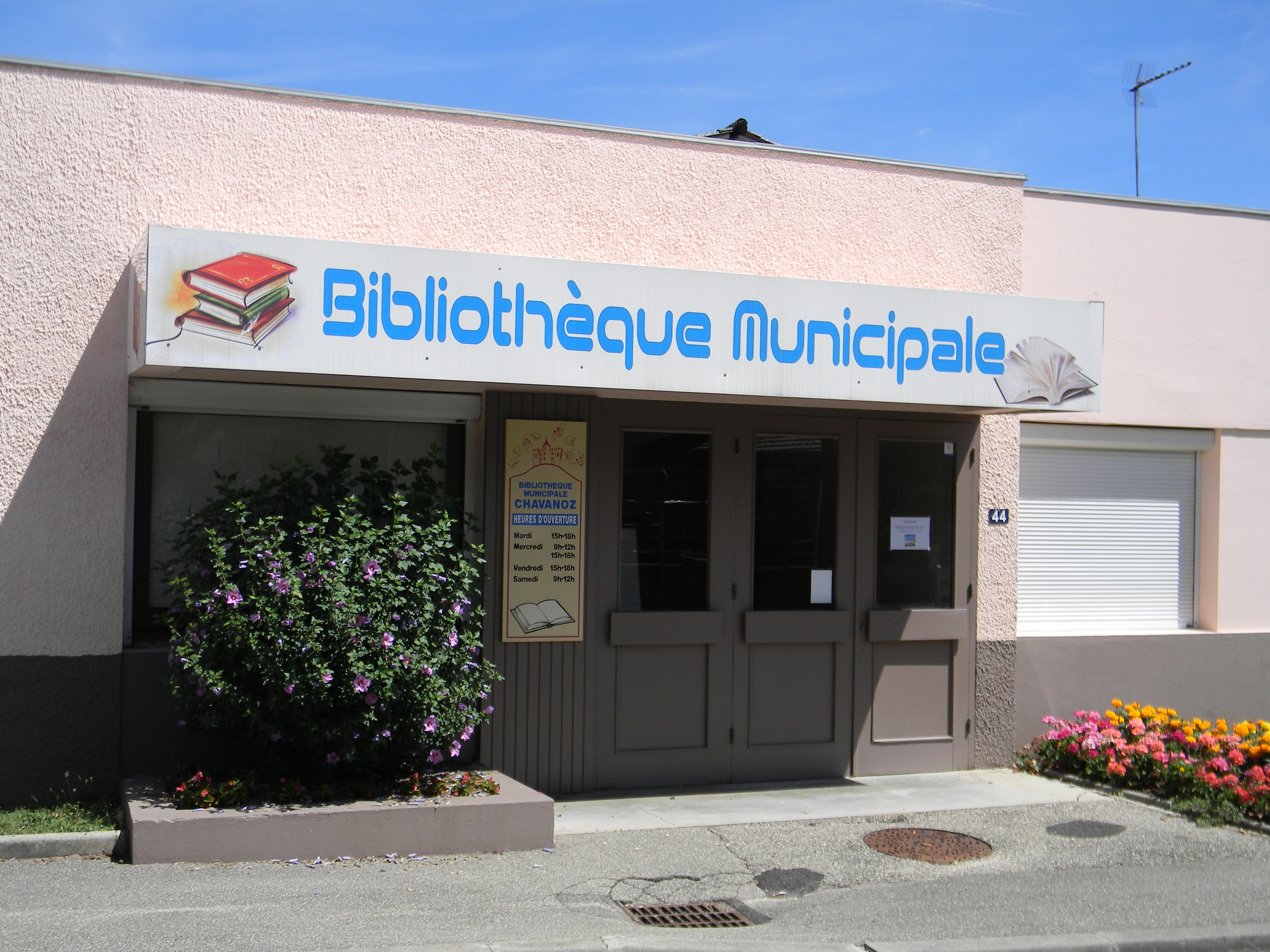
La bibliothèque municipale.

La bibliothèque municipale possède un seul exemplaire du livre consacré à Chavanoz et publié en 1933.
Outre la bibliothèque, la commune dispose d'un théâtre (le petit théâtre) et d'une école de musique.

### Santé
L'hôpital le plus proche est l'hôpital local de Meximieux, situé à environ 15 km.

### Sports
Plusieurs sports peuvent être pratiqués à Chavanoz : le rugby et le football aux stades Pierre-Frolet et chemin de la Chapelle, le basket et le tennis. Un terrain d'aéromodélisme, une salle de boxe, un gymnase ainsi qu'un terrain de pratique du roller sont également à disposition.
Par ailleurs Chavanoz possède une équipe de Futsal, le Futsal Club Chavanoz, créée en 2008 et qui évolue au deuxième niveau national (D1 Nationale) depuis la saison 2020-2021.

### Médias
Historiquement, le quotidien à grand tirage Le Dauphiné libéré consacre, chaque jour, y compris le dimanche, dans son édition du Nord-Isère (Bourgoin / La Tour-du-Pin), un ou plusieurs articles à l'actualité de la ville et de la communauté de communes, ainsi que des informations sur les éventuelles manifestations locales, les travaux routiers, et autres événements divers à caractère local.
La commune est située sur l'aire de diffusion de radio Ici Isère, une radio publique qui émet sur tout le territoire du département de l'Isère.

### Cultes

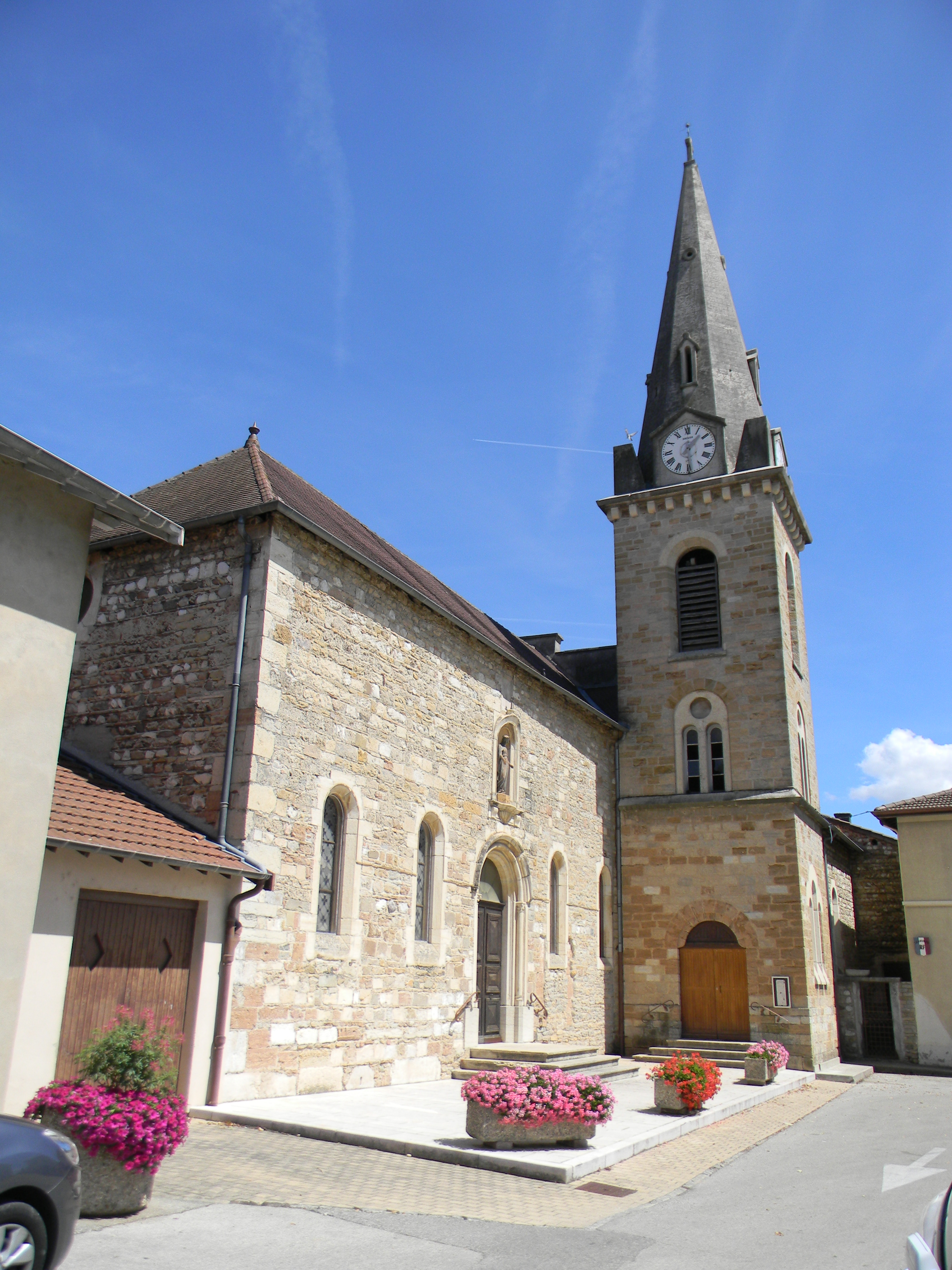
Le prieuré Notre-Dame.

#### Culte catholique
Le culte catholique dépend du diocèse de Grenoble-Vienne et plus précisément de la paroisse Sainte-Blandine de Bourbre. Le culte est pratiqué dans la commune à l'église de Chavanoz et au Centre Jean XXIII.

#### Autre culte
Le culte musulman est assuré par la mosquée de l'association culturelle nord-Isère implantée dans la commune.

## Économie
De grandes entreprises telles que Prysmian, qui produit des câbles et fibres pour le réseau France Télécom et l'export, ou Porcher Industries sont implantées à Chavanoz, employant une partie de la population. Le parc d'activité commerciale Revorchon accroit l'activité commerciale de la commune.

### Revenus de la population et fiscalité
En 2009, le revenu net déclaré moyen par foyer fiscal de Chavanoz est de 21 903 € (contre 23 947 € dans l'ensemble du département de l'Isère). Parmi ces foyers fiscaux, 54,3 % sont imposables (contre 57,9 % dans le département de l'Isère).

### Emploi
En 2009, l'emploi total représente 965 personnes (contre 483 054 personnes dans l'ensemble du département de l'Isère). En nombre de personnes, l'emploi à Chavanoz représente donc 0,2 % de l'emploi total du département de l'Isère.
Le taux de chômage des 15-64 ans représente 13,9 % de la population active (contre 9,6 % dans l'Isère).

## Culture locale et patrimoine

### Lieux et monuments
- Le château des Panettes, actuelle mairie, dont la tour ronde date du XIVe siècle[44].
- Le Prieuré de Chavanoz, dont la chapelle constitue l'actuelle église de Chavanoz, datant du XVIe siècle, est partiellement inscrit à la liste des monuments historiques par arrêté du 17 juillet 1990 ; notamment sont protégés la façade occidentale et les graffitis situés dans le grenier[45].

Fondé vers le XIe siècle, le prieuré dépendait de l'abbaye Saint-Martin de l'Ile Barbe.
- Deux anciens moulins (Goy et Villette), aujourd’hui convertis en habitations[46].
- Église de la Sainte-Vierge de Chavanoz.

#### Chavanoz dans les Arts

##### Au cinéma
- Le film Lundi matin d'Otar Iosseliani, sorti en 2002, a été partiellement tourné à Chavanoz.

### Héraldique, logotype et devise
| Blason de Chavanoz | Les armoiries de Chavanoz se blasonnent ainsi : Parti : au premier de gueules à la chouette contournée d'argent à dextre et en chef, à une roue de moulin de sable en pointe, le tout sénestré d'une gerbe de blé d'or; au second d'or au dauphin d'azur crêté, barbé, loré, peautré et oreillé de gueules ; à un chef-pal en filet d'azur brochant sur le tout. |

## Pour approfondir